# Federico Ochando
Federico Ochando y Chumillas, né à Fuentealbilla le 13 mars 1848 et mort à Madrid le 2 février 1929, est un militaire et homme politique espagnol, député au Congrès, sénateur, gouverneur intérim des Philippines en 1892 et inspecteur général de la Garde civile.